# 韓国人記者集団リンチ事件
韓国人記者集団リンチ事件（かんこくじんきしゃしゅうだんリンチじけん）とは、2017年12月14日に中華人民共和国の北京国際会議センターで「韓中経済貿易パートナーシップ」関連の行事に出席した文在寅大統領の取材許可証を示す韓国人随行記者団の代表記者らを中国管轄下の中国人警備員らが押し倒して、集団で殴る蹴る踏むことで胸椎骨折や鼻の骨と眼窩を骨折・眼球が飛び出して血管破裂するほどの重傷を負わせた事件。韓国大統領の公式随行団である韓国人フォトジャーナリスト2人を10数人の中国人警備員が倒れた記者を足で踏みつけるなど集団で凄惨なリンチをしている様子の映像が報道された。事件後に賠償どころか謝罪を拒否する中国と中国政府の顔色を見ている韓国政府、それを擁護する言論に「大韓民国が暴行を受けたようなもの」との批判の声がある
。

## 事件の概要
2017年12月14日に中国の首都・北京で韓中経済・貿易パートナーシップに参加した文在寅大統領の随行代表だった韓国人記者らが取材証を見せているのに押し倒され、中国公安（警察）の退職者による会社の警備員らに取り囲まれて凄惨な暴行を受けた。一人は胸椎の骨折、もう一人は顔面の骨折や眼球の飛び出し、味覚・嗅覚の90％を失う障害を負った、朝鮮日報は事件を起こしたのは中国公安当局の指揮下の警備員であり、「よくある単なるもみあいのレベルではなく、障害が残るのを承知の集団リンチだった」と批判している。
中国外務省の陸慷報道官は翌15日の定例記者会見で「警備員は韓国側団体（大韓貿易振興公社）が手配した」として謝罪どころか、責任は韓国側にあるとの態度を示した。しかし、韓国側の組織主催のイベントでかつ、事件を起こしたのが韓国側によっての雇用された中国人警備員であっても属地主義を定めている中国で起きた事件であるからには中国側の警察が主体的に捜査するのが筋だと指摘されている。16日に中国共産党メディアの「環球時報」は「韓国人同士のけんか」「韓国から来た、規則や秩序を守らない記者に警告、指導を加えるのを助けたものだ」「中国は絶対に謝罪不可能」と主張を掲載した。韓国大統領府と韓国外交部（省）は15日の記者会見で「大韓貿易振興公社（KOTRA）が雇った民間業者」として中国側の主張への同調を見せた。しかし、KOTRAの締結していた契約内容によって、警備会社の選定から警備員の配置・運用・管理などの行事計画はすべて中国当局の規定に基づいて主要人物警護業務をする「中国警衛センター」が決定し、韓国人写真記者を暴行した中国人民間業者社員も指揮・監督権を持って現地の管理していたことが判明し、KOTRAは行事警備費用6万9600元（約120万円）を支払っただけだった。朝鮮日報は暴行の様子のビデオ映像もあり、加害者らの顔が写っているのに真相究明・責任者の処罰と賠償どころか、1人逮捕で調査中との通告と中国外務次官の最終的に「遺憾に思う」とだけで謝罪もないとの中国の姿勢と有耶無耶にしようとする中国側に同調して事件の幕引きしようとする韓国政府を「あやし、ほおをたたいて、慰める」というTHAADミサイル報復の後の三不一限合意と同じように中国の戦略に嵌っていると批判している。チャン・シンジュン警察人権センター長は該当記者の懲戒処分を記者の所属に、韓国国民への謝罪と再発防止約束を記者らに要求した。盧武鉉大統領の下で2005から2006年に青瓦台広報首席秘書官を梨花女子大学国際大学院のチョ・ギスク教授は「警護員が記者を装ったテロリストなのか記者なのかをどう区分するだろうか。暴力を振るってでもとりあえず阻止してみるのが警護員の正当防衛ではないだろうか」と主張した。韓国大統領府のウェブサイトの「国民請願および提案」に「記者が事故を起こし、文大統領の訪中活動を台無しにした」などと海外随行記者団制度の廃止を要求する請願が登場し、2017年12月19日午前0時時点で韓国人5万4800人が賛成する事態になっている。環球時報は韓国国内からも韓国人ジャーナリストへの事件への責任だと韓国内でも記者らに批判的で同情の世論ではなく中国の主張への同意があると報道した。中央日報は国賓級首脳随行記者が暴行されるのは珍しい上に、被害を受けた国の国民が相手国の加害者ではなく自国の被害者を集団で中傷するのは前代未聞だとしている。文大統領の熱狂的な支持層の一部が事件の「頭を叩き割る」「お前の子どもたちに注意しろ」と韓国政府の対応を批判する者たちへの集団攻撃に文大統領が「淡々としていればよい」との発言を集団攻撃容認とその支持者らに受け取られかねないと批判している。アメリカの韓国専門家は同じ事件がアメリカで起きていた場合には反米デモが起きるだろうとして、「韓国は同盟国である米国よりも中国に寛大だ」と皮肉っている。

## 事件の背景
2017年10月末の三不一限約束後のTHAAD報復維持や、同年12月に文大統領が公式訪中で一人飯させられる事態、中国共産党の宣伝機関のテレビインタビューで大統領が三不一限を履行する約束とその後の対応について説明要求される事態、同年5月・12月、2018年3月にベトナム、ラオス、ミャンマーの特使と違って韓国特使のみが習近平国家主席（総書記）との会談で香港の行政長官が習近平に報告する時と同じ下座での目下扱いを「新しい慣行だ」として変更されるなど昨今の中国の韓国冷遇が背景にあるとの指摘がある。 朝鮮日報は事件は偶発的に起こったのではなく、「中国という国の傲慢で暴力的な本性と韓国政府の屈辱的な態度」の組み合わせで起きた事件であり、これこそが中国夢の本質と指摘している。慶熙大学校中国語学科のチュ・ジェウ教授は「中国は過去の周辺国との朝貢外交時代を懐かしんでいる。」として中国に何も言えない国には更なる屈辱が待っていると警告している
。中国はアメリカの国務長官や知事、日本の特使、インド特使、ラオス特使、ベトナム特使への習近平による対等儀礼をしている。韓国の特使や政府高官への「新たに定着している慣行」という習近平への謁見する形の扱いを中国が韓国を特別自治区である香港、マカオの行政長官への扱いと同じであるため、韓国を中国の主権が及ぶ地域程度に見ている憶測との指摘されている。

## 事件後の被害者周囲
記者の個人情報が晒された上に2人の所属先に脅迫電話が続いて、誹謗中傷コメントが韓国のポータルサイト、SNS、大統領府の掲示板を埋めた。韓国国内のインターネット上で「芸能人の写真を撮ろうとして、記者が警備ラインを越えた」「ごみ記者が殴られて当然のことをした」 「すっきりする」「記者らに損害賠償を請求しろ」など「記者たちが保安を無視した」という中国側の主張に同調する文大統領の熱狂支持者の書き込みが事件後に中国側の対応への怒りを打ち消すほどに溢れた。記者の同僚は「当事者はもちろん、夫人と小学校に通う子どもが受けた衝撃が大きかった」と語っている。リンチ被害を受けた記者の一人は中国ではなく韓国国内のインターネット上で被害者への誹謗中傷が溢れたことを「その執拗さにぞっとして惨憺たる思いをした」「コメントを見た家族はもっとつらかったと思う。」「（自身の）体は回復するだろうが、（国内の）コメントでリンチを受けた心の傷は簡単には癒えない」と胸の内を明かしている。2018年3月23日で事件から100日を超え外務次官の遺憾表明で「中国は謝罪した」との韓国当局からの電話と賠償は被害者個人の訴訟などで解決すべきとする韓国政府や韓国外交部の主張を批判している。